# The White Bus
The White Bus ist ein britischer Kurzfilm von Lindsay Anderson aus dem Jahr 1967. Das adaptierte Drehbuch basiert auf einer Kurzgeschichte von Shelagh Delaney aus ihrer Sammlung Wodka und kleine Goldstücke (1963). The White Bus war außerdem das Filmdebüt von Anthony Hopkins. Teile wurden im Musikvideo „Leave Me Alone“ von New Order verwendet.

## Handlung
Die Hauptfigur – genannt „das Mädchen“ –  verlässt London und begibt sich zusammen mit Fußballfans auf eine Reise und fährt mit einem weißen Doppeldeckerbus durch eine ihr unbekannte Stadt, bei der es sich eindeutig um Manchester handelt, eine Nachbarstadt von Delaneys Geburtsort Salford. Der Bürgermeister, ein Geschäftsmann und der zeremonielle Keulenträger des Rates nehmen ebenfalls an der Tour teil, um Ausländern die Stadt zu zeigen.

## Produktion
Der Film wurde ursprünglich von Oscar Lewenstein als Teil des dreiteiligen Episodenfilms Red White and Zero in Auftrag gegeben, wobei die anderen Teile von  Andersons Free-Cinema-Kollegen Tony Richardson und Karel Reisz auf Basis anderer Kurzgeschichten von Shelagh Delaney geliefert werden sollten.
Schlussendlich entwickelten sich die beiden anderen Filme zu Richardsons Red and Blue und Peter Brooks Ride of the Valkyrie (1967), nachdem Reisz ausgestiegen war. Keiner der beiden Filme basiert jedoch auf Werken Delaneys. The White Bus war der einzige der drei Filme, der im Vereinigten Königreich im Kino aufgeführt wurde.
Die Dreharbeiten begannen am 19. Oktober 1965 und dauerten etwa einen Monat.
Zu den Drehorten gehörten der Albert Square und seine Wahrzeichen, die Stadthalle und die Bibliothek. Die Szenen mit Hochhäusern wurden auf dem Gelände von Kersal Flats gedreht, während die Fabrikszenen im Trafford Park, unter anderem auf dem Gelände von Metropolitan-Vickers gedreht wurden. Weitere Szenen entstanden auf der Cheetham Hill Road und im heute abgerissenen Cheetham College.
Außen- und Innenaufnahmen wurden an der früheren Pendleton High School for Girls gemacht, die heute größtenteils abgerissen ist und deren ursprüngliches viktorianisches Gebäude nun als Altenheim genutzt wird. Mithilfe der lokalen Bevölkerung erschuf Anderson Parodien von Gemälden von Manet (Das Frühstück im Grünen), Fragonard und Goya im Buile Hill Park in Salford. Anthony Hopkins hatte in einer kleinen Rolle sein Filmdebüt, Stephen Moore stellt einen jungen Mann mit Hut dar, der die Hauptfigur in der U-Bahn belästigt. Möglicherweise kennt diese ihn, da sie ihm aus dem Zug zuruft: „Ich werde schreiben.“